# Pteralopex atrata
Pteralopex atrata là một loài động vật có vú trong họ Dơi quạ, bộ Dơi. Loài này được Thomas mô tả năm 1888.

## Hình ảnh

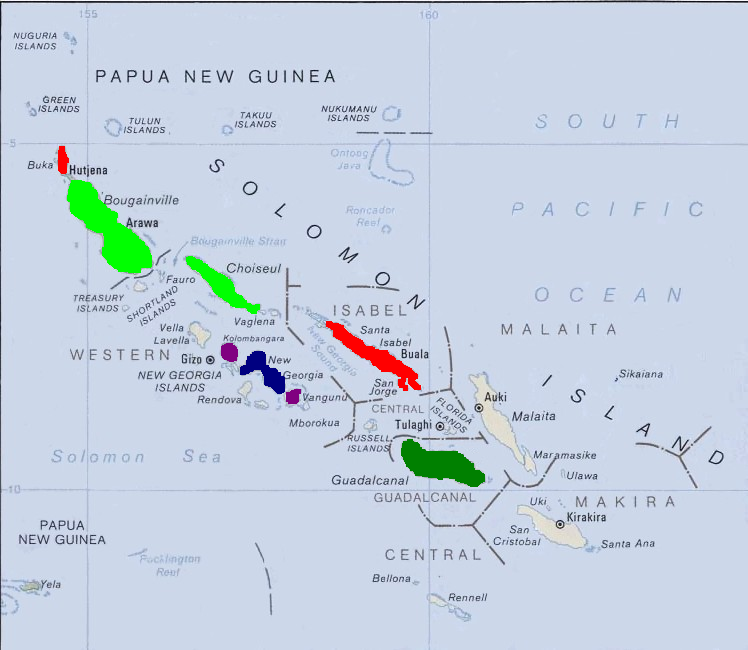